# Komisija za žensko politiko Državnega zbora Republike Slovenije
Komisija za žensko politiko je bila komisija Državnega zbora Republike Slovenije.
Prvi korak k uveljavljanju politike enakih možnosti na najvišjih ravneh oblasti v samostojni Sloveniji je bil storjen z ustanovitvijo parlamentarne Komisije za žensko politiko. Komisija je bila ustanovljena junija 1990, kmalu po prvih večstrankarskih volitvah. 
Spoznanje, da je treba sistematično spremljati položaj žensk in preprečiti njihovo diskriminacijo in marginalizacijo, ki jo prinaša tržna ekonomija, je privedlo tudi do zahteve po ustanovitvi samostojnega medresornega vladnega telesa. Tako je bil na pobudo komisije 1. julija 1992 z Odlokom Vlade Republike Slovenije ustanovljen Urad za žensko politiko.  
Vlada Republike Slovenije je na seji 15. februarja 2001 s sklepom ustanovila Urad za enake možnosti, ki je prevzel naloge Urada za žensko politiko.

## Sestava
1. državni zbor Republike Slovenije
- izvoljena: 23. februar 1993
- predsednik: Vika Potočnik
- podpredsednik: Danica Simšič
- člani: Mateja Kožuh-Novak, Lev Kreft, Mihaela Logar, Irena Oman, Tone Partljič (od 6. oktobra 1994), Maria Pozsonec, Jana Primožič, Nada Skuk, Jožef Školč (do 6. oktobra 1994), Jadranka Šturm-Kocjan, Vladimir Topler, Ivan Verzolak (do 17. novembra 1995)